# Rizvan Utsiyev
Bản mẫu:Eastern Slavic name
Rizvan Rashitovich Utsiyev (tiếng Nga: Ризван Рашитович Уциев; sinh ngày 7 tháng 2 năm 1988) là một hậu vệ phải bóng đá người Nga gốc Chechen thi đấu cho Akhmat.

## Sự nghiệp
Utsiyev ra mắt chuyên nghiệp năm 2005, vào sân với tư cách dự bị cho Terek trong trận đấu tại Giải bóng đá ngoại hạng Nga trước Lokomotiv.
Ở nửa sau mùa giải 2007 anh được cho mượn đến Kavkaztransgaz-2005 ở Russian Second Division cùng với đồng đội ở Terek Adlan Katsayev.

## Thống kê sự nghiệp

### Câu lạc bộ
Tính đến 13 tháng 5 năm 2018
| Câu lạc bộ          | Mùa giải             | Giải vô địch                | Giải vô địch | Giải vô địch | Cúp     | Cúp       | Châu lục | Châu lục  | Tổng cộng | Tổng cộng |
| Câu lạc bộ          | Mùa giải             | Hạng đấu                    | Số trận      | Bàn thắng    | Số trận | Bàn thắng | Số trận  | Bàn thắng | Số trận   | Bàn thắng |
| ------------------- | -------------------- | --------------------------- | ------------ | ------------ | ------- | --------- | -------- | --------- | --------- | --------- |
| FC Akhmat Grozny    | 2005                 | Giải bóng đá ngoại hạng Nga | 1            | 0            | 0       | 0         | –        | –         | 1         | 0         |
| FC Akhmat Grozny    | 2006                 | FNL                         | 7            | 0            | 0       | 0         | –        | –         | 7         | 0         |
| FC Akhmat Grozny    | 2007                 | FNL                         | 2            | 0            | 0       | 0         | –        | –         | 2         | 0         |
| FC Kavkaztransgaz   | 2007                 | PFL                         | 13           | 2            | 0       | 0         | –        | –         | 13        | 2         |
| FC Akhmat Grozny    | 2008                 | Giải bóng đá ngoại hạng Nga | 0            | 0            | 0       | 0         | –        | –         | 0         | 0         |
| FC Akhmat Grozny    | 2009                 | Giải bóng đá ngoại hạng Nga | 9            | 0            | 0       | 0         | –        | –         | 9         | 0         |
| FC Akhmat Grozny    | 2010                 | Giải bóng đá ngoại hạng Nga | 25           | 2            | 0       | 0         | –        | –         | 25        | 2         |
| FC Akhmat Grozny    | 2011–12              | Giải bóng đá ngoại hạng Nga | 18           | 0            | 1       | 0         | –        | –         | 19        | 0         |
| FC Akhmat Grozny    | 2012–13              | Giải bóng đá ngoại hạng Nga | 25           | 1            | 3       | 2         | –        | –         | 28        | 3         |
| FC Akhmat Grozny    | 2013–14              | Giải bóng đá ngoại hạng Nga | 22           | 0            | 2       | 0         | –        | –         | 24        | 0         |
| FC Akhmat Grozny    | 2014–15              | Giải bóng đá ngoại hạng Nga | 24           | 2            | 1       | 0         | –        | –         | 25        | 2         |
| FC Akhmat Grozny    | 2015–16              | Giải bóng đá ngoại hạng Nga | 19           | 1            | 2       | 0         | –        | –         | 21        | 1         |
| FC Akhmat Grozny    | 2016–17              | Giải bóng đá ngoại hạng Nga | 28           | 0            | 2       | 0         | –        | –         | 30        | 0         |
| FC Akhmat Grozny    | 2017–18              | Giải bóng đá ngoại hạng Nga | 27           | 0            | 0       | 0         | –        | –         | 27        | 0         |
| FC Akhmat Grozny    | Tổng cộng (2 spells) | Tổng cộng (2 spells)        | 207          | 6            | 11      | 2         | 0        | 0         | 218       | 8         |
| Tổng cộng sự nghiệp | Tổng cộng sự nghiệp  | Tổng cộng sự nghiệp         | 220          | 8            | 11      | 2         | 0        | 0         | 231       | 10        |